# Hieronim Russocki
Hieronim Russocki herbu Zadora (zm. w 1681 roku) – kustosz koronny w 1676 roku, kanonik krakowski i płocki,  
proboszcz oświęcimski.